# 응우라라이 국제공항
응우라라이 국제공항(인도네시아어: Bandara Ngurah Rai, 영어: Ngurah Rai International Airport, IATA: DPS, ICAO: WADD) 또는 덴파사르 국제공항은 덴파사르에서 남쪽으로 15킬로미터 떨어진 남부 발리에 위치한 국제공항으로 자카르타의 수카르노 하타 국제공항에 이어 인도네시아의 두 번째로 번잡한 공항에 속한다.

## 개요
네덜란드의 식민지 시대에 개항되어 네덜란드령 인도 항공(KNILM)에서 사용되었다. 행정 구역상 발리주 덴파사르 시내가 아니라 발리 주바둔 군 쿠타 군투반 마을에 속한다. 발리 남단의 바투 반도의 관절 부분의 지협에 지협을 가르는 것 같이 동서로 활주로가 깔려 있다.
여기는 가루다 인도네시아 항공의 허브 공항 중의 하나로 일본은 나리타 국제공항, 간사이 국제공항, 주부 국제공항에서 정기 여객 직항 항공편이 취항하고 있다. 정식 이름인 응우라이는 독립 전쟁의 영웅인 구스티 라이 장군의 이름에서 유래되었다.
터미널은 도착 터미널 (국제선, 국내선), 국제선 출발 터미널, 국내선 출발 터미널로 나뉘어 있다. 이 공항을 이용하려면 승객 일인당 10만 루피의 공항이용료를 내야 한다.
이 공항은 발리섬 남부의 관광 지역과 특히 가깝다. 공항에서 북쪽으로 2.5킬로미터 떨어진 곳에 쿠타의 휴양소들이 자리하고 있다. 2005년 12월 23일 미국의 교통안전국은 이 공항이 국제민간항공기구의 안전 기준에 부합하지 않는다고 결정한 바 있다.

## 운항 노선

### 국내선
| 항공사                 | 목적지 |
| ---------------------- | --- |
| 가루다 인도네시아 항공 | 자카르타(수카르노 하타), 마나도, 마카사르, 마타람, 메단, 바탐, 반둥, 발릭파판, 반자르마신, 비아크, 수라바야, 암본, 자야푸라, 족자카르타, 쿠팡, 큰타리, 티미카, 팔랑카나아 |
| 라이온 에어            | 자카르타(수카르노 하타), 마우미루, 마카사르, 마타람, 메단수라바야, 바탐, 반자르마신, 발릭파판, 엔데, 족자카르타, 쿠팡, 타라칸, 탐보라카                                   |
| 만달라 항공            | 수라바야 |
| 메르파티 누산타라 항공 | 자카르타(수카르노 하타), 자카르타(할림), 라부안바지오, 마우미루, 마카사르, 마타람, 반둥, 비마, 수라바야, 엔데, 와인가푸, 쿠팡, 탐보라카                                   |
| 바타비아 항공          | 자카르타(수카르노 하타), 라부안바지오, 마우미루, 마카사르, 발릭파판, 수라바야, 엔데, 와인가푸, 쿠팡                                                                       |
| 스리워자야 항공        | 자카르타(수카르노 하타), 수라바야 |
| 스카이 에이비에이션    | 바뉴왕이 |
| 시티링크               | 자카르타(수카르노 하타), 수라바야 |
| 윙에어                 | 라부한바조, 마우미루, 마타람, 비마, 세마랑, 수라바야, 쿠팡, 탐보라카 |
| 인도네시아 에어 아시아 | 자카르타(수카르노 하타), 반둥, 수라바야 |
| 트랜스 누사            | 라부안바지오, 루띵, 마타람, 비마, 썸바하, 엔데, 쿠팡, 탐보라카 |
| 트리가나 항공          | 마타람 |
| 필리타 에어 서비스     | 라부안바지오, 마우미루, 비마, 엔데, 탐보라카 |
| IAT 항공               | 마타람 |

### 국제선
| 항공사                          | 목적지 |
| ------------------------------- | --- |
| 가루다 인도네시아 항공          | 도쿄(나리타), 멜버른, 방콕(수완나품), 브리즈번, 상하이(푸둥), 서울(인천), 시드니, 싱가포르, 암스테르담, 오사카(간사이), 쿠알라룸푸르, 퍼스, 홍콩(첵랍콕) |
| 인도네시아 에어아시아 X         | 다윈, 싱가포르, 쿠알라룸푸르, 퍼스, 페낭 |
| 바타비아 항공                   | 델리 |
| 메르파티 누산타라 항공          | 델리 |
| 대한항공                        | 서울(인천) |
| 중국동방항공                    | 상하이(푸둥) |
| 상하이 항공                     | 상하이(푸둥) |
| 선전 항공                       | 광저우 |
| 캐세이패시픽 항공               | 홍콩(첵랍콕) |
| 홍콩 항공                       | 홍콩(첵랍콕) |
| 중화항공                        | 타이페이(도원) 계절편 : 가오슝 |
| 에바 항공                       | 타이페이(도원) |
| 베트남 항공                     | 호치민 - (2019년 10월 27일 신규취항) |
| 비엣제트 항공                   | 호치민 - (2019년 5월 29일 신규취항) |
| 말레이시아 항공                 | 쿠알라룸푸르 |
| 에어아시아                      | 쿠알라룸푸르 |
| 싱가포르 항공                   | 싱가포르 |
| 타이항공                        | 방콕(수완나품) |
| 오리엔트 타이 항공              | 부정기편: 방콕(수완나품) |
| 카타르 항공                     | 도하, 싱가포르 |
| 필리핀 항공                     | 마닐라(니노이 아키노) |
| 필리핀 에어아시아               | 마닐라(니노이 아키노) |
| 에미레이트 항공                 | 두바이 |
| KLM                             | 암스테르담, 싱가포르 |
| 아에로플로트                    | 계절편 : 모스크바(세례메티예보) |
| 에어 뉴질랜드                   | 오클랜드 |
| 콴타스 항공                     | 멜버른, 시드니 |
| 버진 오스트레일리아             | 멜버른, 브리즈번, 시드니, 애들레이드, 퍼스 |
| 버진 오스트레일리아 리저널 항공 | 포트헤들랜드 계절편 : 브룸 |
| 제트스타 항공                   | 다윈, 멜버른, 브리즈번, 시드니, 싱가포르, 퍼스 |

## 연계 교통
- 택시
- 자동차
- 전세버스

## 출입국

### 입국
- 2015년 6월 11일부터 한국인의 인도네시아 입국 시 관광 목적 단기체류에 한해 비자 발급 및 출입국 신고서 작성이 폐지됐다.[3]

### 출국
- 대부분의 경우, 공항 이용료는 항공권 가격에 포함되어 있으므로 별도로 현지 지불하지 않아도 된다.

## 사진

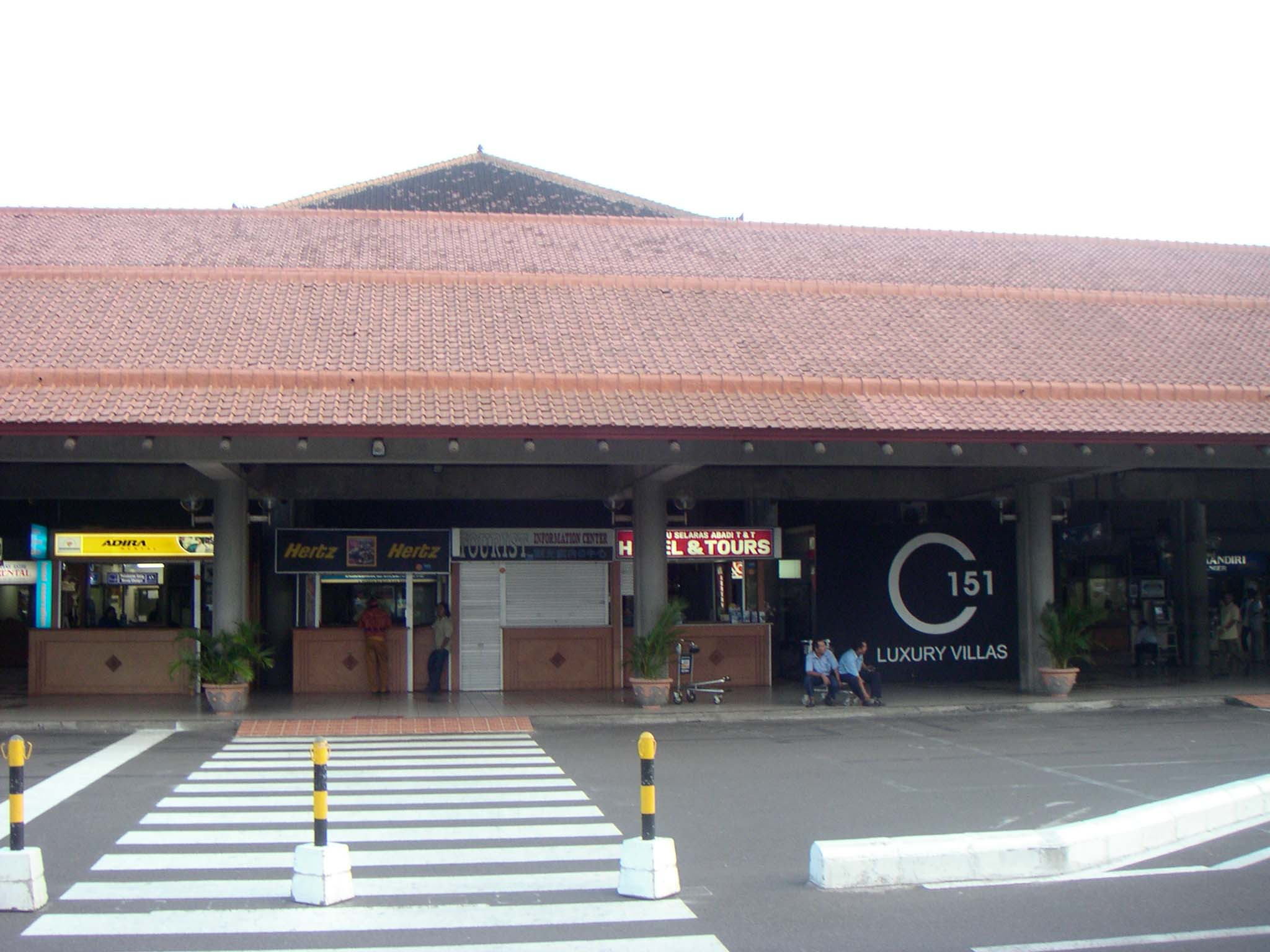
국제선 터미널 입구
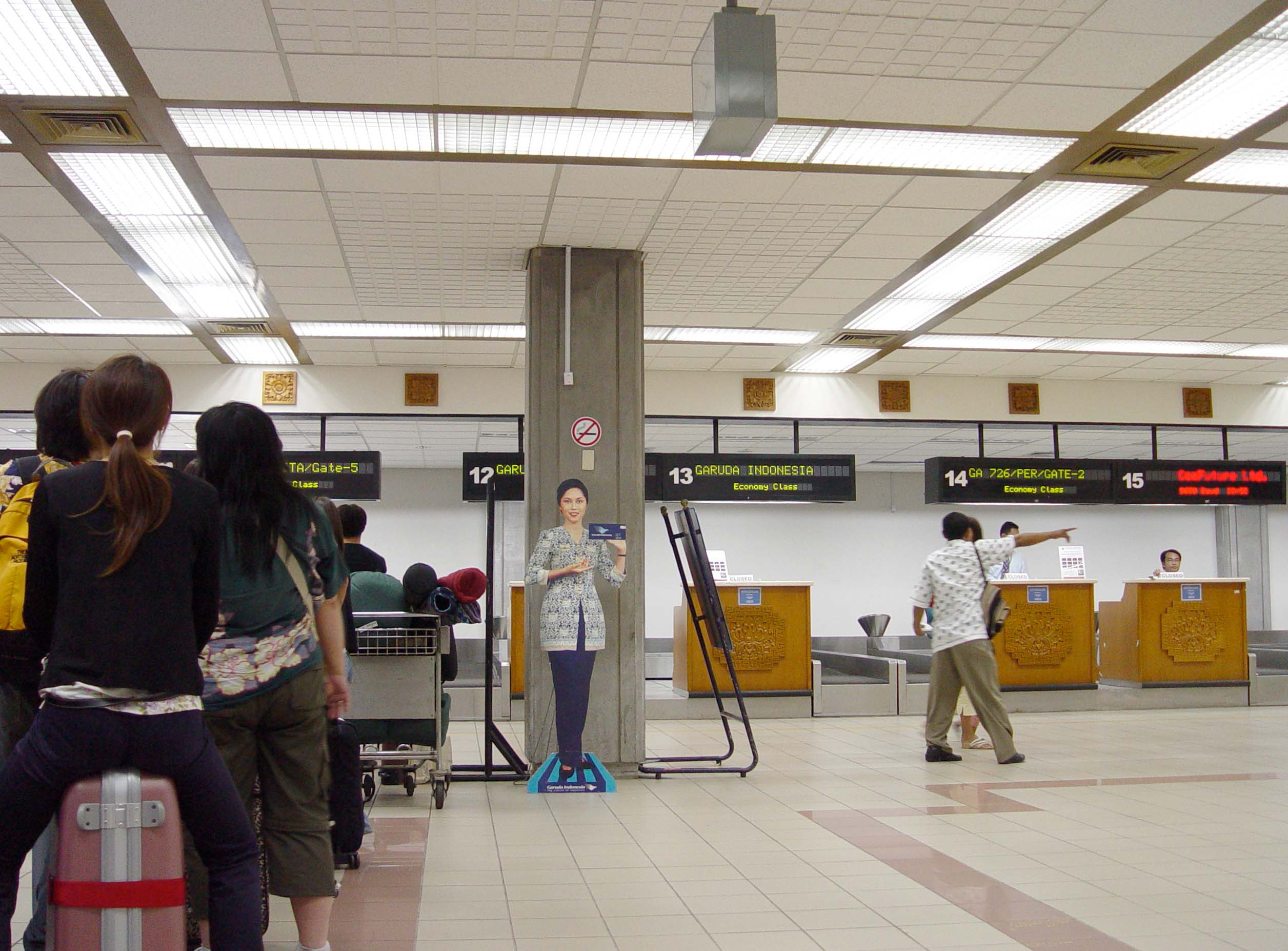
국제선 터미널 체크인 카운터
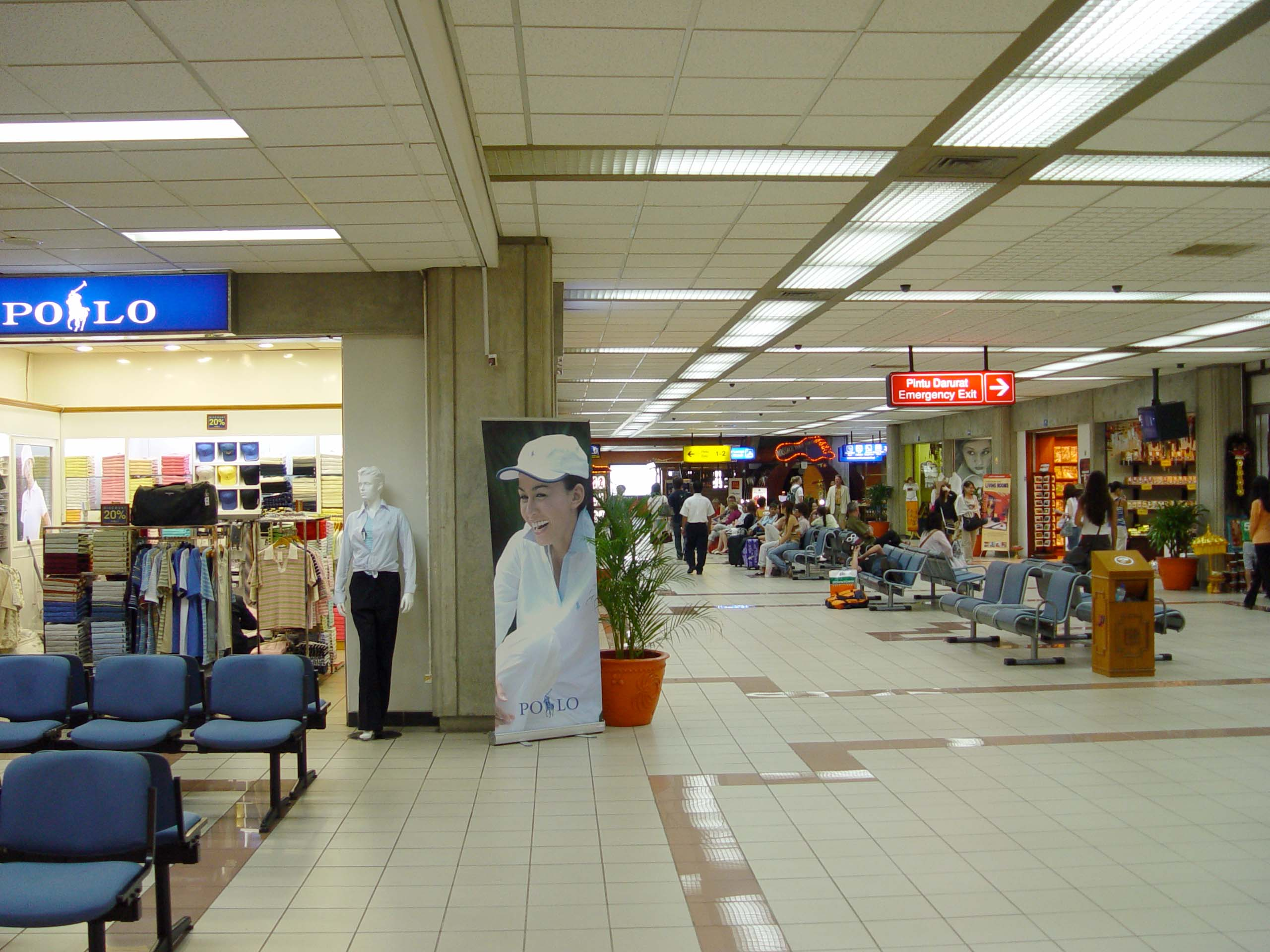
국제선 터미널